# Miconia curvitheca
Miconia curvitheca es una especie de arbusto de la familia de las melastomáceas, endémica de la Cordillera Central de los Andes de Colombia, que se encuentra en los bosques altoandinos y subpáramos del sur y centro de la cordillera Central colombiana entre los 2.900 y 3.700 m de altitud, desde el departamento del Cauca hasta los departamentos de Quindío, Tolima y Valle del Cauca.

## Descripción
Alcanza entre 1,5 y 2 m de altura. Entrenudos de 5 a 39 cm de largo. Ramas, pecíolos e inflorescencias con indumento denso de color amarillo ocre;  pecíolos de 3 a 8 mm de largo. Hojas de 1,8 a 4,2 cm de longitud por 0,5 a 1,3 cm de anchura; oblongas, de estructura quebradiza; ápice obtuso, haz glabra con nervaduras impresa; envés con indumento ocre.
Inflorescencia terminal en panícula erecta, de 2 a 7 cm de largo, con 30 a 58 flores con hipanto acampanulado, ocre o rojo claro; cáliz lobulado; corola patente con pétalos blancos de 2,5 mm por 1,3 mm; anteras y conectivo de color crema o blancuzco; filamento de 1,7 mm de largo; estilo recto de 2,6 mm de largo; estigma de 0,6 mm de diámetro.
Fruto blanco en baya, de 2 a 2,5 mm de largo por 2,7 a 3 mm de diámetro. Semilla color marrón, obovada u ovoide de 0,9 mm por 0,5 mm.

## Taxonomía
El nombre de esta especie fue dado por Henry Allan Gleason, en 1940, tras examinar materiales recolectados por José Cuatrecasas. John Julius Wurdack mantuvo el nombre, con el que se identifican varios ejemplares en herbarios de Estados Unidos y Colombia. En 2015, al elaborarse el Catálogo de Plantas de Colombia, se identificó como especie inédita. En 2016, con nuevas colectas en campo se pudo publicar la descripción y distribución de la especie.